# رفيق (اسم)
رفيق هو اسم علم مذكر من أصل عربي، ومعناه هو الصديق المرافق اللطيف الرقيق المعاملة حسن الصنيع، ويطلق اللفظ على المفرد والجمع؛ تقول هو رفيقي وهم رفيقي.

## شخصيات تحمل الاسم
- رفيق الحريري (رجل أعمال وسياسي لبناني، 1 نوفمبر 1944[3][4] – 14 فبراير 2005[3][4][5])
- رفيق السبيعي (ممثل سوري، 9 فبراير 1930 – 5 يناير 2017)
- رفيق جبور (لاعب كرة قدم جزائري، 8 مارس 1984 – )
- رفيق حليش (لاعب كرة قدم جزائري، 2 سبتمبر 1986[6] – )
- رفيق خالد كاراى (مؤلف تركي، 14 مارس 1888 – 18 يوليو 1965[7])
- رفيق زخنيني (لاعب كرة قدم نرويجي، 12 يناير 1998[8] – )
- رفيق سايدام (8 سبتمبر 1881 – 8 يوليو 1942)
- رفيق شابانادزوفيتش (لاعب كرة قدم بوسني، 2 أغسطس 1965[9] – )
- رفيق شامي (كاتب ألماني، 23 يونيو 1946[10] – )
- رفيق صايفي (لاعب كرة قدم جزائري، 7 فبراير 1975 – )

## وصلات خارجية
- موسوعة السلطان قابوس لأسماء العرب نسخة محفوظة 5 أبريل 2019 على موقع واي باك مشين.